# Hikmet Çelik
Hikmet Çelik  ist ein türkischer ehemaliger Generalmajor der Luftstreitkräfte (Hava Kuvvetleri), der unter anderem zwischen 2003 und 2005 Kommandant der Technischen Schule der Luftstreitkräfte (Hava Teknik Okullar Komutanlığı) war.

## Leben
Çelik absolvierte nach dem Schulbesuch eine Offiziersausbildung an der Luftwaffenschule (Hava Harp Okulu) und war danach in verschiedenen Luftwaffeneinheiten tätig. Später war er Absolvent der Luftwaffenakademie (Hava Harp Akademisi). Als Brigadegeneral (Tuğgeneral) fungierte er bis 2003 als Kommandeur der 1. Luftwaffenbasis (1. Ana Jet Üs Komutanı)
Nach seiner Beförderung zum Generalmajor (Tümgeneral) wurde er am 14. August 2003 Nachfolger von Generalmajor Ömer İnak als Kommandant der Technischen Schule der Luftstreitkräfte (Hava Teknik Okullar Komutanlığı) und bekleidete diese Funktion bis zu seiner Ablösung durch Generalmajor Özden Bayram Argüz am 12. August 2005. Im Anschluss wurde er 2005 Kommandant der Luftwaffendienstschule (Hava Sınıf Okulu) sowie in Personalunion Kommandant des Technischen Ausbildungszentrums (Teknik Eğitim Merkez). Am 5. August 2007 wurde seine Dienstzeit durch den Obersten Militärrat YAŞ (Yüksek Askeri Şura) um ein Jahr verlängert, ehe er am 30. August 2008 in den Ruhestand trat.
Am 2. Januar 2009 wurde er Generaldirektor von TSK Dayanışma Vakfı, der Solidaritätsstiftung der Streitkräfte (Türk Silahlı Kuvvetleri).